# Müller Géza
Müller Géza (Kolozsvár, 1896. december 9. –  Kolozsvár, 1965. április 13.) erdélyi magyar gépészmérnök, műszaki szakíró, egyetemi előadó.

## Életútja
Középiskolai tanulmányait szülővárosában az Unitárius Kollégiumban végezte (1914), gépészmérnöki oklevelet a budapesti József Nádor Műegyetemen szerzett (1922). Szakmájában dolgozott különböző állami és magánvállalatoknál; 1945-től bekapcsolódott a romániai magyar nyelvű közép- és felsőfokú műszaki oktatásba. Mérnök-tanár a kolozsvári Állami Gép- és Villamosipari Középiskolában (1945–55), párhuzamosan 1947-től 1952-ig a Kolozsvári Almérnöki Intézet magyar tagozatának tanára, s 1948-tól 1965-ig a Kolozsvári Műegyetem gépészmérnöki karán a mechanikai technológia tanszéken előadó. Szakterülete a fémöntés, hőkezelés és porkohászat.

## Munkássága
Tudományos kutatásainak eredményeit társszerzőkkel közösen (Al. Domşa, Bereczki T., Kovács I., V. Nicolae, V. Moldovan) a Kolozsvári Műegyetem szakdolgozatokat közlő évi köteteiben (Lucrări Ştiinţifice, Kolozsvár, 1957–62) tette közzé és a bukaresti Studii şi Cercetări de Metalurgie, valamint az orosz Poroskovaja Metallurgia c. szakfolyóiratokban jelentette meg román, német és orosz nyelven. Tanulmányai a hengerlésből származó és a porkohászat számára nyersanyagként felhasználható oxidált fémrétegekről, a nagyfrekvenciával szinterelt villamos érintkezők előállításáról, fémadalékos szinterelt köszörűkövek gyártásáról szólnak.

## Kötetei
- Tehnologia formării (Formázástechnológia, Vladimir Zubac társszerzővel, 1960);
- Az öntő könyve (1964).